# Adolphe Muzito
Adolphe Muzito (ur. 1957 w Gungu) – kongijski polityk, premier Demokratycznej Republiki Konga od 10 października 2008 do 6 marca 2012. 

## Życiorys
Adolphe Muzito ukończył nauki ekonomiczne na Uniwersytecie w Kinszasie. Jest członkiem Zjednoczonej Partii Lumumbistów (Parti Lumumbiste Unifié , PALU), w szeregach której zajmuje wysoką pozycję. 6 lutego 2007 objął stanowisko ministra budżetu w gabinecie premiera Antoine'a Gizengi. 
10 października 2008 prezydent Joseph Kabila mianował Muzito premierem Demokratycznej Republiki Konga, po wcześniejszej rezygnacji z urzędu Antoine'a Gizengi z racji zaawansowanego wieku. 
Rząd Muzito został zaprzysiężony 26 października 2008. W jego skład weszło 53 członków: 3 wicepremierów, 36 ministrów oraz 14 wiceministrów. Jest on w większości zdominowany przez członków prezydenckiej Partii Ludowej na rzecz Rekonstrukcji i Demokracji. Prezydent Kabila określił nowy gabinet mianem "rządu walki i odbudowy". Do jego głównych zadań miało bowiem należeć przywrócenie pokoju we wschodnich prowincjach kraju (Kiwu Północne), ogarniętych od października 2008 walkami z siłami partyzanckimi generała Laurenta Nkundy.
6 marca 2012 rząd Muzito złożył dymisję na ręce prezydenta Kabili. Dymisja rządu nastąpiła w następstwie wyborów powszechnych z 28 listopada 2011, w których najwięcej mandat w parlamencie zdobyła koalicja partii popierających prezydenta. Obowiązki szefa rządu przejął wicepremier Louis Alphonse Koyagialo.